# NGC 7733
NGC 7733 este o galaxie seyfert de tip 2⁠(d) situată în constelația Tucanul. A fost descoperită în 2 noiembrie 1834 de către John Herschel. Se află la o distanță de 128,82 de megaparseci de Pământ.